# Сьвенте (Александровський повіт)
Сьвенте (пол. Święte) — село в Польщі, у гміні Конецьк Александровського повіту Куявсько-Поморського воєводства.
Населення — 100 осіб (2011).
У 1975-1998 роках село належало до Влоцлавського воєводства.

## Демографія
Демографічна структура станом на 31 березня 2011 року:
|          | Загалом | Допрацездатний вік | Працездатний вік | Постпрацездатний вік |
| -------- | ------- | ------------------ | ---------------- | -------------------- |
| Чоловіки | 47      | 5                  | 35               | 7                    |
| Жінки    | 53      | 14                 | 26               | 13                   |
| Разом    | 100     | 19                 | 61               | 20                   |